# Fröjd, frid och hopp
Fröjd, frid och hopp är en sång med text av John Appelberg från 1899. Musikens ursprung är okänt.

## Publicerad i
- Frälsningsarméns sångbok 1929 som nr 248 under rubriken "Jubel, erfarenhet och vittnesbörd".
- Musik till Frälsningsarméns sångbok 1930 som nr 248
- Frälsningsarméns sångbok 1968 som nr 278 under rubriken "Det Kristna Livet - Jubel och tacksägelse".
- Frälsningsarméns sångbok 1990 som nr 481 under rubriken "Lovsång. tillbedjan och tacksägelse".